# Temporades del Campionat del Món de Superbike

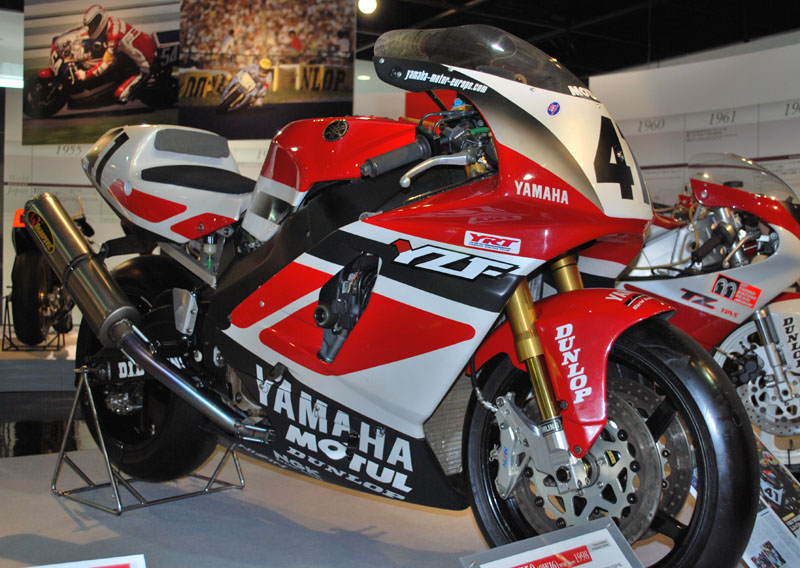
La Yamaha YZF750 OWJ6 que pilotà Noriyuki Haga la temporada de 1998

Les temporades del Campionat del Món de Superbike comencen habitualment cada any cap al mes de març i s'acaben cap a l'octubre, coincidint en bona part amb la temporada de competició del Campionat del Món de Velocitat de l'any corresponent. La primera edició del mundial de Superbike es disputà l'any 1988 i fins al moment se n'han celebrat 25. A la de 2011, es proclamà campió el català Carles Checa, amb Ducati.
A 1 de gener de 2013

## Temporades

### Primers anys: 1980-1999

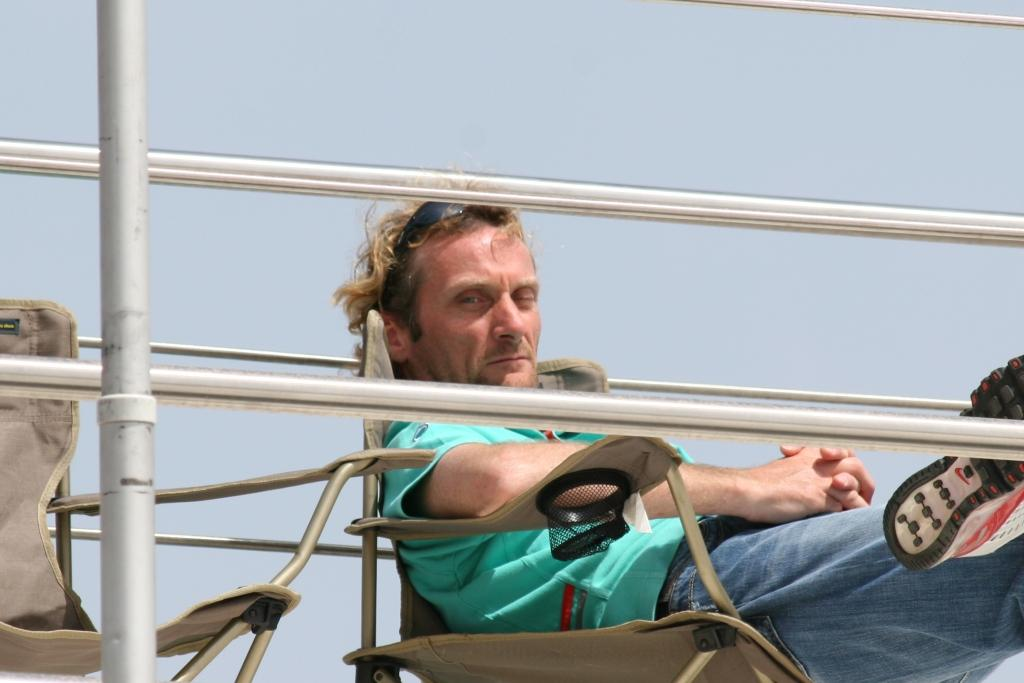
Carl Fogarty, 4 vegades campió del món amb Ducati

Després dels títols inicials dels nord-americans Fred Merkel i Doug Polen (dos cadascun), el de Scott Russell i el de l'occità Raymond Roche (el primer de Ducati, el 1990), el 1993 s'encetà una etapa de clar domini de Carl Fogarty i Ducati que durà fins al 1999. Amb la moto oficial de fàbrica, Fogarty va guanyar el títol 4 vegades i va acabar subcampió dues més, essent el pilot més reeixit de la història d'aquest campionat. També amb Ducati, Troy Corser fou subcampió el 1995 i campió el 1996. L'únic pilot amb màquina japonesa a interrompre la ratxa de la marca italiana fou l'excampió del Món de 250cc John Kocinski, amb Honda, el 1997.
Pel que fa als pilots catalans, el primer a acabar el campionat entre els 10 primers classificats fou Daniel Amatriaín l'any 1992, en què fou vuitè amb una Ducati. L'èxit no es tornaria a repetir fins a 1999, quan Gregori Lavilla acabà en idèntica posició amb una Kawasaki

### 2000-2001
En adonar-se que les V-twin de 1.000 cc italianes dominaven de forma aclaparadora, Honda en presentà una de pròpia l'any 2000: la VTR1000/RC51. L'èxit fou immediat, i aquell mateix any Colin Edwards hi guanyà el títol. Ducati el va recuperar el 2001 amb Troy Bayliss. Aquell fou l'any de la primera victòria al campionat d'un pilot català: l'aconseguí Rubèn Xaus al Circuit d'Oschersleben el 2 de setembre, també amb una Ducati oficial. Aquell any, Xaus fou sisè a la general i Gregori Lavilla desè, la mateixa posició que havia obtingut el 2000.

### 2002
Colin Edwards guanyà el seu segon mundial en la que fou probablement la remuntada més impressionant de la història del motociclisme. La temporada va començar amb victòria de Troy Bayliss a les sis primeres curses, i després de la primera cursa al Circuit de Laguna Seca ja en duia 14, liderant el campionat amb 58 punts d'avantatge. A partir de la segona cursa al circuit californià començà el retorn de Colin Edwards, qui va guanyar totes 9 curses restants i (amb l'ajut de la caiguda de Bayliss a la cursa 2 d'Assen) va acabar guanyant el campionat a la darrea cursa de la temporada, al Circuit d'Imola, on tots dos aspirants varen lluitar roda a roda tota l'estona. Aquella cursa ha passat a la història com a la "Confrontació a Imola" (Showdown at Imola). El campionat de constructors fou per a Ducati.
Aquella temporada, tant Xaus com Lavilla repetiren les posicions que havien aconseguit a l'anterior: sisè i desè respectivament. Durant aquests anys el Campionat del Món de Superbike va arribar al zenit de la seva popularitat, amb seguidors arreu del món i ple suport de fàbrica.

### 2003
El 2003, la FIM va canviar les regles per tal de permetre la participació de màquines de 1.000 cc (tant si eren de dos com de tres o de quatre cilindres). Els canvis d'especificacions a MotoGP per a permetre-hi motors de quatre temps varen atraure-hi tota l'atenció i recursos dels fabricants japonesos, deixant el Campionat del Món de Superbike sense gairebé participació oficial de fàbrica, tret de Ducati i Suzuki.
Aquell any es presentà la Foggy Petronas FP1 de Carl Fogarty, una moto que havia estat desenvolupada sota la normativa anterior i anava propulsada per un motor triclíndric en línia de 900 cc. Atès que la gran majoria de participants ho feien amb motocicletes Ducati, el campionat rebé el malnom de "The Ducati Cup". L'Equip oficial d'aquesta marca presentà les úniques Ducati 999 del campionat, obtenint 20 victòries en 24 curses en una temporada en què Ducati les guanyà totes. Neil Hodgson va guanyar el títol amb una d'aquestes Ducati de fàbrica, i el subcampió fou el seu company d'equip Rubèn Xaus. Gregori Lavilla fou cinquè amb una Suzuki.

### 2004
En un esforç per a oferir més competitivitat, el 2004 els organitzadors anunciaren un enfilall de canvis al campionat. El més significatiu era que a partir d'aquella temporada els equips havien de córrer amb pneumàtics Pirelli de control (o 'spec'). Fou una decisió controvertida, ja que aquesta mena de pneumàtics eren tinguts per menys efectius que els Dunlop i Michelin estàndard que havien fet servir els equips fins aleshores. Dunlop va mirar d'emprendre accions legals contra la decisió, mentre que Pirelli va al·legar que a Michelin i Dunlop també se'ls havia preguntat si estarien interessats en un contracte per a una normativa de pneumàtics d'una sola marca.
En part com a resultat dels pneumàtics de control, la Motorcycle Sports Manufacturer Association (MSMA, formada per Aprilia, Ducati, Honda, Kawasaki, Suzuki i Yamaha) anuncià que cap equip oficial d'aquestes marques no participaria en el Campionat del Món d'aquell any, tot i que més tard rectificà i permeté de fer-ho a Ducati. Uns pocs pilots privats optaren per emprar motos japoneses aquella temporada. Ten Kate Honda amb Chris Vermeulen com a pilot va guanyar alguna cursa i arribà a competir per un títol que finalment fou guanyat per James Toseland i Ducati.

### 2005
Després de l'èxit de les Honda de Ten Kate tots els quatre fabricants japonesos tornaren al campionat el 2005, presentant-hi equips oficials muntats pels seus importadors europeus. Troy Corser va guanyar aquell campionat, donant-li a Suzuki el seu primer títol mundial de Superbike.

### 2006
El 2006 tornà al mundial l'australià Troy Bayliss, després d'haver competit tres anys a MotoGP. La combinació de Bayliss i Ducati va resultar imparable i varen dominar la temporada, guanyant-ne 12 curses. El pilot d'Honda James Toseland i el de Yamaha Noriyuki Haga varen lluitar pel segon lloc, que aconseguí finalment el britànic. El campió vigent, Troy Corser, va ser quart amb la Suzuki. Aquell any el Campionat del Món de Superbike semblava que s'havia renovat després de les anteriors temporades de declivi (2003 i 2004).

### 2007

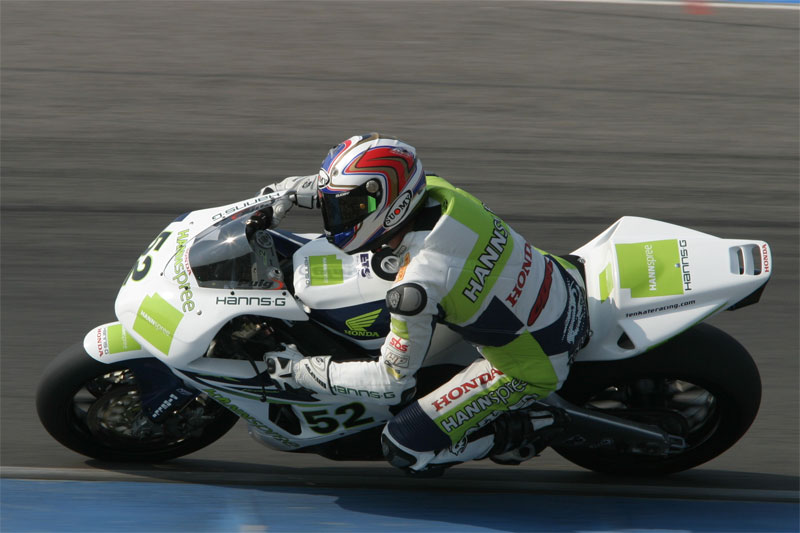
James Toseland amb l'Honda CBR1000RR a Assen el 2007

Amb la reducció de la cilindrada màxima de les màquines de MotoGP (dels anteriors 990 fins als 800 cc), les Superbike de 1.000 cc esdevingueren les motocicletes de competició més potents de la temporada, tant al Campionat del Món com als estatals (AMA Superbike i British Superbike). Malgrat ser les Superbikes dos o més segons més lentes per volta que les motos de MotoGP a la majoria de circuits, tenien igual o més potència que aquestes.
Troy Bayliss va mirar de defensar el seu títol, un cop més amb la Ducati 999. Tot i que la que la producció de la 999 es va cancel·lar el 2006 i la moto fou substituïda per la Ducati 1098, l'empresa italiana fabricà 150 unitats d'edició limitada de la 999 amb una preparació d'altíssim nivell per tal de satisfer els requisits d'homologació. Els principals rivals de Bayliss per al títol foren l'ex pilot de MotoGP Max Biaggi amb Suzuki, el campió del 2004 James Toseland pilotant una Honda i Noriyuki Haga amb una Yamaha. Finalment, el campionat el guanyà James Toseland a la darrera cursa de la temporada, amb un total de 415 punts, dos per davant de Noriyuki Haga. L'ex guanyador de MotoGP Max Biaggi fou tercer amb 397 punts. Rubèn Xaus acabà en sisena posició.
La combinació d'algunes curses ensopides a MotoGP i algunes de molt emocionants a SBK augmentaren encara més la popularitat d'aquesta competició.

### 2008, noves regles
Després de la introducció de la Ducati 1098 impulsada per un motor de 1.099 cc V-Twin el 2007, Ducati va demanar que les regles de Superbike es canviessin per a permetre de competir a motos amb motors V-Twin de fins a 1.200 cc contra les quadricilíndriques de fins a 1.000 cc. Ducati argumentava que ja no fabricava cap Superbike V-twin de 1.000 cc i que el nivell de preparació que caldria per a fer competitiva l'antiga 999 era massa car. Ducati reblà la seva argumentació dient que en cas de no canviar les regles, abandonaria el campionat, mentre que el cap de l'equip Alstare Suzuki, Francis Batta, va contestar que el seu equip plegaria si les noves regles donaven a Ducati un avantatge injust.
Finalment, la FIM va augmentar a les regulacions del 2008 el límit a 1.200 cc per a les bicilíndriques. D'acord amb les noves regles, les motocicletes de dos cilindres havien de pesar 6 kg més que les de quatre (168 kg contra 162 kg) i a més a més havien d'incorporar un restrictor d'aire de 50 mm. El límit de pes i la mida del restrictor de les bicilíndriques podrien ser alterades durant el Campionat si la FIM ho considerava oportú, basant-se en un sistema d'anàlisi dels punts obtinguts a les curses. Les noves normes també alteraren el nombre mínim de motocicletes necessàries per a obtenir l'homologació. De cara al 2008 i 2009, tots els fabricants, independentment de la quantitat total de producció, havien de produir un mínim de 1.000 motocletes per aconseguir-la. A partir del 2010, la quantitat mínima de producció s'incrementà a 3.000 motos. Antigament, als fabricants més petits se'ls permetia de produir-ne només 150. Algunes marques van aprofitar aquest fet per a fabricar versions altament preparades dels seus models estàndard, equipades amb peces d'alt rendiment dissenyadess específicament per a les curses. Aquelles versions es coneixien com a homologation specials.
La temporada de 2008 va estar dominada per l'australià Troy Bayliss i la seva Ducati 1098. Bayliss acabà la temporada i la seva carrera esportiva amb un doblet a Portugal, al nou Circuit de Portimão (que havia costat 195 milions d'euros), i tot seguit es va retirar. Aquella temporada, Carles Checa canvià de MotoGP a Superbike i ho feu amb l'equip d'Honda Ten Kate Racing, com a substitut de James Toseland. Al seu primer any en aquest campionat hi acabà en quarta posició final. Xaus fou desè.

### 2009
Durant la pre-temporada, Ducati fitxà el pilot de Yamaha Mai Haga per a reemplaçar la baixa de Bayliss. El lloc del japonès a Yamaha fou ocupat pel 3 vegades Campió AMA de Superbike Ben Spies, amb l'esperança que plantés cara a Haga. Spies aconseguí un rècord d'11 poles en les 14 rondes de la temporada i 14 victòries (17 podis) en 28 curses. El seu principal rival, Haga, fou més consistent i aconseguí 19 podis, però guanyant només 8 curses.
El 2009 fou l'any del debut de dos nous constructors, Aprilia i BMW. Aprilia aconseguí el quart lloc final al campionat amb Max Biaggi, mentre que BMW fou tretzena amb Troy Corser Checa fou setè amb l'Honda.

### 2010

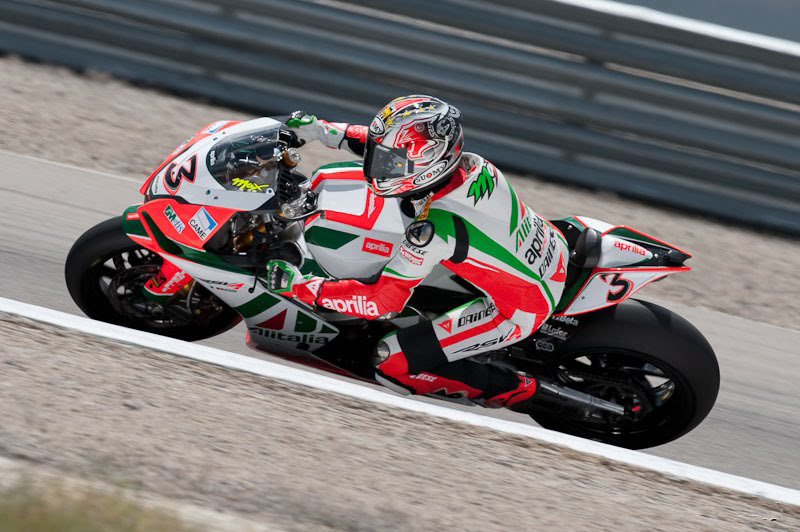
Max Biaggi amb l'Aprilia a Miller el 2010

El Campió de 2009, Ben Spies, canvià a MotoGP el 2010. James Toseland va tornar al campionat de Superbike després de dues temporades a MotoGP i ocupà la vacant de Spies a l'equip Sterilgarda Yamaha World Superbike, amb el seu compatriota Cal Crutchlow de company. L'equip oficial de Ducati retingué els seus dos pilots.
La temporada 2010 va començar el 28 de febrer al Circuit de Phillip Island i va acabar el 3 d'octubre a Magny-Cours. El campió fou Max Biaggi -qui donava així el primer títol mundial de la categoria a Aprilia-, seguit de l'anglès Leon Haslam amb Suzuki i de Carles Checa, que aquell any havia fitxat per Ducati i fou el primer classificat a la general amb aquesta marca.

### 2011
La temporada de 2011 era la primera que Ducati no hi competia amb un equip oficial de fàbrica, tot i que donava suport a diversos equips professionals, entre els quals al de Carles Checa, l'Althea Racing. El català encetà la temporada amb victòria a la prova inicial, tot guanyant les dues curses a Phillip Island amb la seva Ducati 1098R, passant així a liderar la classificació del Mundial per davant del Campió vigent, Max Biaggi. Checa fou líder durant tota la temporada, fins que el diumenge 2 d'octubre es proclamà Campió del Món en guanyar la primera cursa de Magny-Cours, a una ronda del final del campionat. En total, Checa aconseguí aquell any 15 victòries i 6 tercers llocs, acabant el mundial amb 505 punts pels 395 que sumà el subcampió, Marco Melandri (amb Yamaha). El tercer fou Biaggi amb l'Aprilia.

### 2012

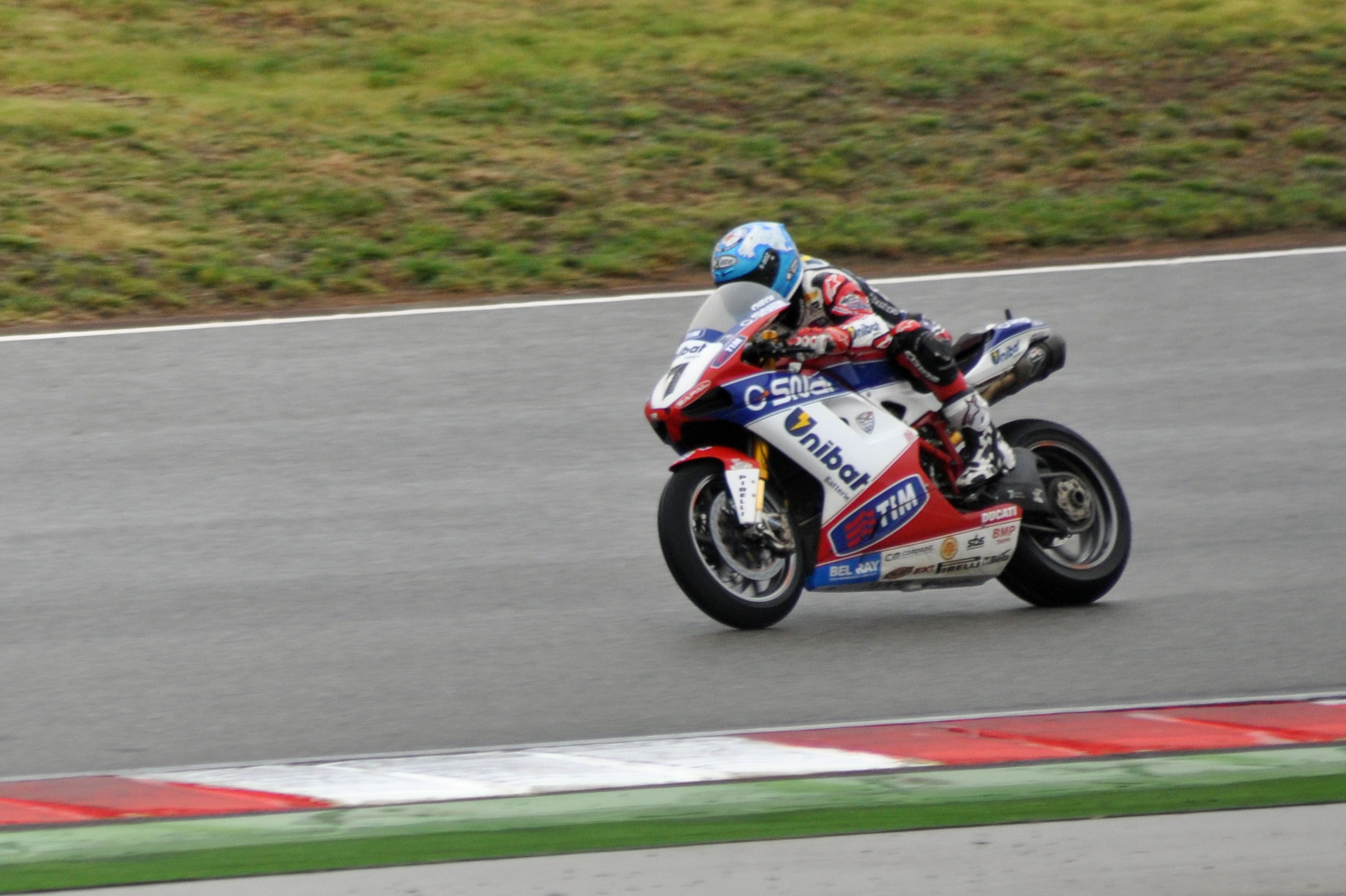
Carles Checa (Ducati) a Portugal el 2012

La temporada de 2012 constava de 14 rondes repartides entre el 26 de febrer i el 7 d'octubre. Després d'haver-se'n disputat dues (Austràlia i Itàlia), Carles Checa encapçalava la classificació provisional amb un abandonament i tres victòries, seguit de Max Biaggi i de Tom Sykes. A partir d'aleshores, Checa inicià una ratxa de mals resultats que no cessà fins al final del campionat, aconseguint només una altra victòria al llarg del mateix (als EUA), a banda d'alguns podis més. Simultàniament, Biaggi, Sykes i Marco Melandri protagonitzaren una emocionant temporada amb victòries alternes per a tots tres, de manera que el resultat fou incert fins a la darrera cursa de la temporada. Finalment, Biaggi aconseguí el seu segon campionat mundial de Superbike per només mig punt d'avantatge sobre Tom Sykes, amb Melandri tercer i Checa en quarta posició final.